# Épisodes de La Nouvelle Vie de Gary
Cet article présente la liste des 37 épisodes de la série télévisée américaine La Nouvelle Vie de Gary diffusée entre 24 septembre 2008 et 17 mars 2010 sur le réseau CBS.

## Synopsis
Cette série met en scène un homme divorcé, Gary Brooks, qui tente de survivre à la vie quotidienne. Entre ses enfants, Louise et Tom Brooks, son ex-femme Allison et sa vie de célibataire, il se rend compte que ce n'est pas toujours facile d'être à la hauteur.

## Panorama
| Saisons | Saisons | Épisodes | Diffusion         | Diffusion     | Sortie en DVD  |
| Saisons | Saisons | Épisodes | Début de saison   | Fin de saison | Sortie en DVD  |
| ------- | ------- | -------- | ----------------- | ------------- | -------------- |
|         | 1       | 20       | 24 septembre 2008 | 20 mai 2009   | 9 février 2010 |
|         | 2       | 17       | 23 septembre 2009 | 17 mars 2010  | NC             |

## Première saison (2008-2009)

### Épisode 1:Gary commence sa vie
- États-Unis : 24 septembre 2008 sur CBS
- France : 2 septembre 2009 sur Orange ciné happy
- Belgique : 4 février 2012 sur RTL-TVI
- Québec : 26 août 2013 sur VRAK.TV

- États-Unis : 6,84 millions de téléspectateurs

### Épisode 2:Il y a des limites
- États-Unis : 1er octobre 2008

- États-Unis : 6,97 millions de téléspectateurs

### Épisode 3:Ma merveilleuse ex
- États-Unis : 8 octobre 2008

- États-Unis : 7,43 millions de téléspectateurs

### Épisode 4:Gary récupère ses affaires
- États-Unis : 15 octobre 2008

- États-Unis : 7,71 millions de téléspectateurs

### Épisode 5:Ex-femme et petite-amie
- États-Unis : 22 octobre 2008

- États-Unis : 7,85 millions de téléspectateurs

### Épisode 6:Le Monde de Vanessa
- États-Unis : 5 novembre 2008

- États-Unis : 6,44 millions de téléspectateurs

### Épisode 7:Dîner en amoureux
- États-Unis : 12 novembre 2008

- États-Unis : 6,71 millions de téléspectateurs

### Épisode 8:Un parfait petit couple
- États-Unis : 19 décembre 2008

- États-Unis : 6,14 millions de téléspectateurs

### Épisode 9:Thanksgiving chez Gary
- États-Unis : 26 décembre 2008

- États-Unis : 7,72 millions de téléspectateurs

### Épisode 10:Gary est toujours premier
- États-Unis : 10 décembre 2008

- États-Unis : 8,03 millions de téléspectateurs

### Épisode 11:Un vrai petit dur
- États-Unis : 17 décembre 2008

- États-Unis : 7,55 millions de téléspectateurs

### Épisode 12:Gary prend une bonne leçon
- États-Unis : 14 janvier 2009

- États-Unis : 7,07 millions de téléspectateurs

### Épisode 13:Gary revient
- États-Unis : 21 janvier 2009

- États-Unis : 7,07 millions de téléspectateurs

### Épisode 14:Gary et la sœur de Dennis
- États-Unis : 11 février 2009

- États-Unis : 6,86 millions de téléspectateurs

### Épisode 15:L'Ex beau-frère de Gary
- États-Unis : 18 février 2009

- États-Unis : 8,15 millions de téléspectateurs

### Épisode 16:Gary met son veto
- États-Unis : 11 mars 2009

- États-Unis : 8,82 millions de téléspectateurs

### Épisode 17:Gary trouve un fiancé pour Allison
- États-Unis : 18 mars 2009

- États-Unis : 7,57 millions de téléspectateurs

### Épisode 18:Gary et le trophée
- États-Unis : 8 avril 2009

- États-Unis : 7,3 millions de téléspectateurs

### Épisode 19:Gary et son demi-frère
- États-Unis : 6 mai 2009

- États-Unis : 6,66 millions de téléspectateurs

### Épisode 20:Gary répare le broyeur d'Allison
- États-Unis : 20 mai 2009

- États-Unis : 5,55 millions de téléspectateurs

## Deuxième saison (2009-2010)

### Épisode 21:Gary a un rêve
- États-Unis : 23 septembre 2009
- France : 27 octobre 2010 sur Orange ciné happy

- États-Unis : 7,37 millions de téléspectateurs

### Épisode 22:La démo de Gary
- États-Unis : 30 septembre 2009
- France : 27 octobre 2010 sur Orange ciné happy

- États-Unis : 7,08 millions de téléspectateurs

### Épisode 23:La promesse de Gary
- États-Unis : 7 octobre 2009

- États-Unis : 7,17 millions de téléspectateurs

### Épisode 24:Gary cherche l'aventure
- États-Unis : 14 octobre 2009

- États-Unis : 7,38 millions de téléspectateurs

### Épisode 25:Gary à l'antenne
- États-Unis : 21 octobre 2009

- États-Unis : 7,12 millions de téléspectateurs

### Épisode 26:Gary essaie de tout faire
- États-Unis : 4 novembre 2009

- États-Unis : 6,29 millions de téléspectateurs

### Épisode 27:Gary et la copine d'Alison
- États-Unis : 11 novembre 2009

- États-Unis : 7,7 millions de téléspectateurs

### Épisode 28:Gary, le roi de l'Osso bucco
- États-Unis : 18 novembre 2009

- États-Unis : 7,17 millions de téléspectateurs

### Épisode 29:Gary garde un secret
- États-Unis : 25 novembre 2009

- États-Unis : 6,8 millions de téléspectateurs

### Épisode 30:Gary s'inquiète pour Tom
- États-Unis : 9 décembre 2009

- États-Unis : 7,16 millions de téléspectateurs

### Épisode 31:Gary et sa nouvelle priorité
- États-Unis : 16 décembre 2009

- États-Unis : 7,92 millions de téléspectateurs

### Épisode 32:Gary est mené en bateau
- États-Unis : 13 janvier 2010

- États-Unis : 5,8 millions de téléspectateurs

### Épisode 33:Gary doit choisir
- États-Unis : 20 janvier 2010

- États-Unis : 5,89 millions de téléspectateurs

### Épisode 34:Gary ne fait pas de cadeaux
- États-Unis : 10 février 2010

- États-Unis : 7,5 millions de téléspectateurs[2]

### Épisode 35:Gary ne sait pas se taire
- États-Unis : 3 mars 2010

- États-Unis : 6,02 millions de téléspectateurs

### Épisode 36:Gary veut aider Mitch
- États-Unis : 10 mars 2010

- États-Unis : 6,83 millions de téléspectateurs

### Épisode 37:Gary, divorcé?
- États-Unis : 17 mars 2010

- États-Unis : 5,7 millions de téléspectateurs